# Isla Águila
La isla Águila (en inglés: Speedwell Island o antiguamente Eagle Island) es una isla de América del Sur en el archipiélago de las Islas Malvinas, ubicada en las coordenadas 52°13′13″S 59°42′48″O / -52.22028, -59.71333, se halla en el estrecho de San Carlos al sudoeste de Lafonia en la isla Soledad, de cual está separada por el canal Águila. Al noroeste se hallan los islotes Elefante. El paso Verónica, en el sur, la separa de la isla Jorge.
Tiene una superficie de 51,5 km² 17,5 km de norte a sur. Es por lo general baja y se utiliza desde hace un siglo como granja para la cría de ovejas.
Según la Organización de las Naciones Unidas es un territorio no autónomo cuya potencia administrante es el Reino Unido, como territorio británico de ultramar de las Islas Malvinas, y cuya soberanía es reclamada por Argentina como parte del Departamento Islas del Atlántico Sur de la Provincia de Tierra del Fuego, Antártida e Islas del Atlántico Sur.